# Distretto di Shangdang
Il distretto di Shangdang (上党区S), già contea di Changzhi, è un distretto della Cina, situato nella provincia dello Shanxi e amministrato dalla prefettura di Changzhi.